# Donald Duck's Quest
Donald Duck's Quest, es un videojuego de puzles distribuido por Disney, para teléfonos móviles y navegadores. Fue distribuido por Disney Mobile y publicado por Living Mobile el 23 de mayo de 2006 en Estados Unidos.
Está programado en java
- Datos: Q20014612